# Trichia biconica
Trichia biconica é uma espécie de gastrópode da família Hygromiidae.
É endémica de Suíça.